# Proechimys cuvieri
Proechimys cuvieri is een zoogdier uit de familie van de stekelratten (Echimyidae). De wetenschappelijke naam van de soort werd voor het eerst geldig gepubliceerd door Petter in 1978.